# Synopsys
Synopsys és una empresa nord-americana d'automatització del disseny electrònic (EDA) que se centra en el disseny i la verificació del silici, la propietat intel·lectual del silici i la seguretat i la qualitat del programari. Els productes inclouen eines per a la síntesi lògica i el disseny físic de circuits integrats, simuladors per a entorns de desenvolupament i depuració que ajuden al disseny de la lògica per a xips i sistemes informàtics. En els darrers anys, Synopsys ha ampliat els seus productes i serveis per incloure proves de seguretat d'aplicacions.
Synopsys ha cridat l'atenció per la seva relació amb diverses entitats estatals xineses. El 2018, Synopsys va formar una associació amb la Universitat de Defensa Nacional de l'Exèrcit Popular d'Alliberament i, el 2022, la companyia va ser investigada pel Departament de Justícia dels Estats Units per transferir tecnologia a entitats sancionades a la Xina.
Synopsys té tres divisions: Silicon Design and Verification, Silicon Intellectual Property i Software Integrity.
La divisió de Disseny i Verificació de Silicon se centra en el disseny i verificació de circuits integrats i en el disseny de processos i models més avançats per a la fabricació d'aquests xips.
La divisió de propietat intel·lectual de silicona se centra en la propietat intel·lectual per als dissenys de sistema en un xip (SoC).
La divisió d'Integritat del programari ofereix productes i serveis per al control de qualitat i seguretat del programari, incloent programari per a entorns DevOps, programes de seguretat d'aplicacions, eines de prova de programari i eines per a auditories de llicències de programari.